# Projekt 675
Projekt 675 eller Echo II-klass var en serie om 29 robotbärande atomubåtar tillverkade i Sovjetunionen under 1960-talet. De var en vidareutveckling av Projekt 659 och designade för att kunna anfalla amerikanska hangarfartyg med tunga sjömålsrobotar.

## Utveckling
Efter andra världskrigets framgångar i Stilla havet satsade USA:s flotta efter kriget på att bygga stora hangarfartyg som kunde bära en slagkraftig flygstyrka till nästan vilken del av världen som helst. För att möta det hotet utvecklade Sovjetunionen den tunga sjömålsroboten P-6 ur kryssningsroboten P-5 Pjatjorka. Eftersom utvecklingen av ubåtsavfyrade ballistiska robotar gjort ubåtsbaserade kärnvapenbärande kryssningsrobotar omoderna fick ubåtarna av typen Projekt 651 i stället bära sjömålsrobotar.
Projekt 651 hade dock två nackdelar; Den kunde bara bära fyra robotar och den kunde bara stanna i undervattensläge i några dygn innan den blev tvungen att gå upp till ytan för att ladda batterierna. Därför utvecklades Projekt 675 som kunde bära åtta robotar och som tack vare sin atomdrift kunde stanna under vatten under hela sin patrullering.
Eftersom robotarnas räckvidd översteg det avstånd på vilket ubåten själv kunde upptäcka mål var den beroende av data från det flygburna radarspaningssystemet Uspech (”framgång”, NATO-rapporteringsnamn Big Bulge) ombord på flygplanen Tu-95RD, Tu-16R och helikoptern Ka-25Ts. Robotarna kunde styras efter start tack vare den stora radarn Argument (NATO-rapporteringsnamn Front Door) som följde robotarna och jämförde deras kurs med måldata från Uspech.
1975 togs den nya sjömålsroboten P-500 Bazalt i tjänst och började baseras på ubåtar av typerna Projekt 651 och Projekt 675. I samband med detta fick ubåtarna också satellitlänken Kasatka-B (svala) för att kunna ta emot måldata från satelliter som US-A och US-P.

## Tillbud
20 juni 1970
K-108 kolliderar med den amerikanska atomubåten USS Tautog i Ochotska havet på 45 meters djup. Delar av båda ubåtarna vattenfylldes, men ingen kom till skada.
14 juni 1973
K-56 kolliderar med det sovjetiska forskningsfartyget Akademik Berg. 27 besättningsmän drunknar när de två främre avdelningarna vattenfylldes. 140 människor räddas från den sjunkna ubåten.
28 augusti 1976
K-22 kolliderar med den amerikanska fregatten USS Voge i Medelhavet varvid en robottub och roboten i den förstördes. Voge fick skador på propeller och roder och bogserades till Kreta för reparation.
24 september 1976
K-47 drabbas av en brand i manskapsutrymmet på nordatlanten och tre människor omkommer av koloxidförgiftning.
2 juli 1979
K-116 får en reaktorläcka i Japanska havet. Delar av besättningen utsätts för stora stråldoser, men alla överlever.
21 augusti 1980
K-122 drabbas av en brand i turbinrummet 75 nautiska mil öster om Okinawa. Fjorton människor omkommer av koloxidförgiftning.
18 juni 1984
K-131 drabbas av en brand i elmotorrummet i Barents hav. Tretton besättningsmän omkommer.
10 augusti 1985
K-31 drabbas av en reaktorexplosion vid byte av bränslestavar vid Buchta Tjazjma (mellan Vladivostok och Nachodkha). Radioaktivt nedfall sveptes av vinden över halvön Dunaj och ut över Peter den Stores bukt. Tio besättningsmän omkom omedelbart och 300 människor utsattes för varierande grad av strålning.
26 juni 1989
K-172 drabbas av en reaktorläcka utanför Björnön i Norra Ishavet. Delar av besättningen utsätts för stora stråldoser, men alla överlever.